# Őzantilop
Az őzantilop (Pelea capreolus) az emlősök (Mammalia) osztályának párosujjú patások (Artiodactyla) rendjébe, ezen belül a tülkösszarvúak (Bovidae) családjába tartozó faj. Nemének az egyetlen faja.
Egyes rendszerezések a családon belül, az önálló őzantilopformák (Peleinae) alcsaládjába sorolják be, azonban az alcsaládi önállósága kétséges mivel 2000-ben az amerikai biológus, George Schaller és paleontológus, Elisabeth Vrba azt javasolták, hogy a monotipikus Pelea-t, az alcsalád egyetlen nemét vonják be a nádiantilop-formák (Reduncinae) közé, habár az őzantilop alaktanilag nem hasonlít a nádiantilop-formákra.

## Előfordulása
A Dél-afrikai Köztársaság, Zimbabwe, Lesotho és Szváziföld területén honos. Becslések szerint a védett területeken körülbelül 2000 őzantilop él, míg a vadonban akár 18 000 példány is lehet.

## Megjelenése
Szürkésbarna színű, sima, dús de rövid szőrzete van. A bak körülbelül 15-25 centiméter hosszú egyenes, azonban a tövénél gyűrűzött szarvakat visel; a nősténynek nincs szarva. Ennek az állatnak a testtömege 19-30 kilogramm között mozog. A nyaka hosszú, fülei keskenyek.

## Életmódja
Az őzantilop főleg a hegyvidéki füves pusztákat választja élőhelyül, általában 1000 méteres tengerszint feletti magasságban, azonban elterjedése nem korlátozódik ezekre a helyekre, hiszen Fokváros közelében a tengerparton is megfigyelték. Kisebb csordában él, amely egy bakból, általában 15 nőstényből és azok gidáiból tevődik össze. Táplálkozási alapon, a bokorevő állatok közé tartozik. Vízigényének nagy részét a táplálékából képes kivonni, emiatt a vizektől távolabb is megtalálható.

## Szaporodása
A párzási időszaka január és április között van. A bakok párzási időszakban rendkívül agresszívak és az összecsapások gyakoriak. A vemhesség körülbelül 7 hónapig tart, emiatt a gidák általában november - január között jönnek világra.

## Képek

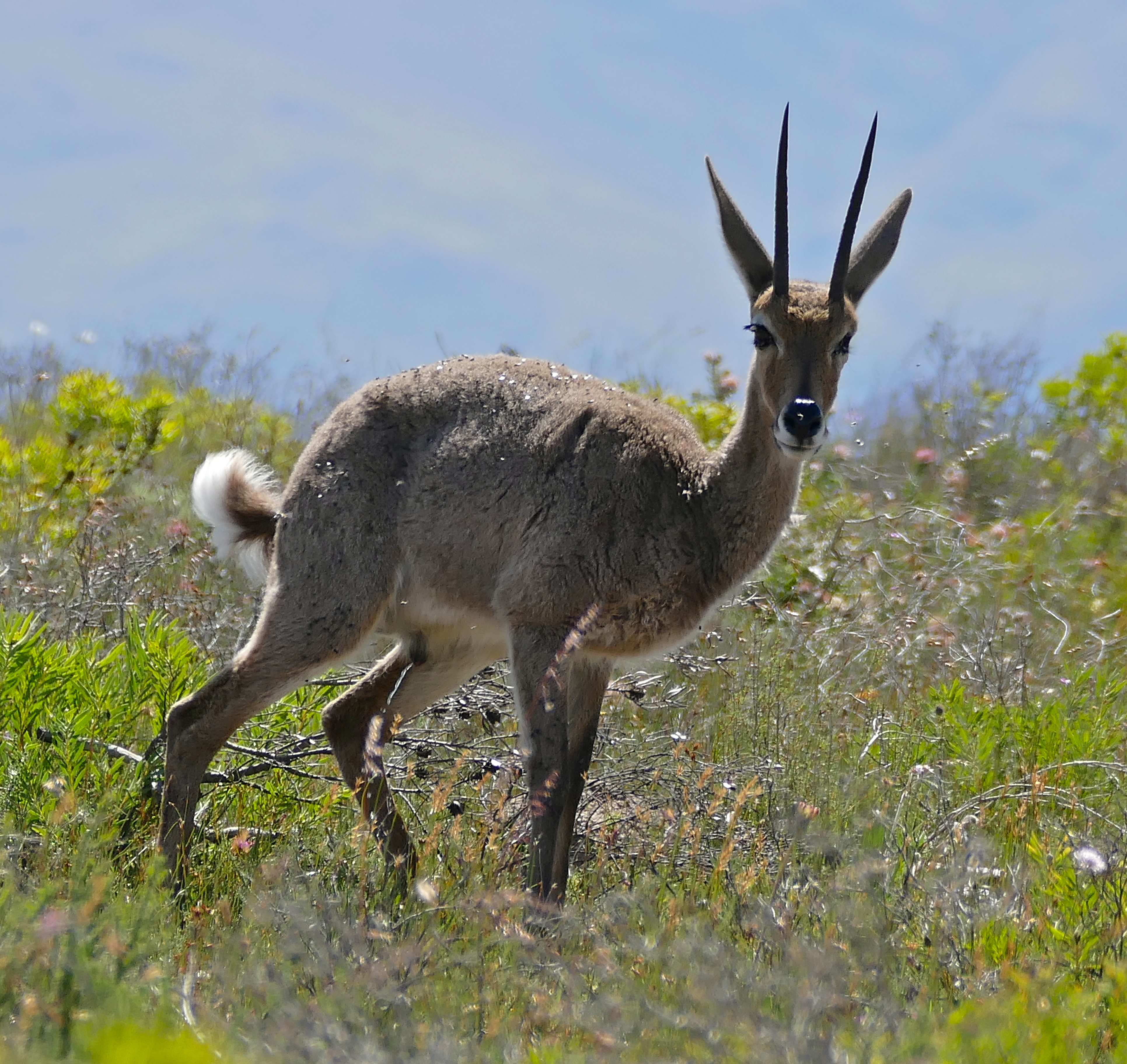
Hímek
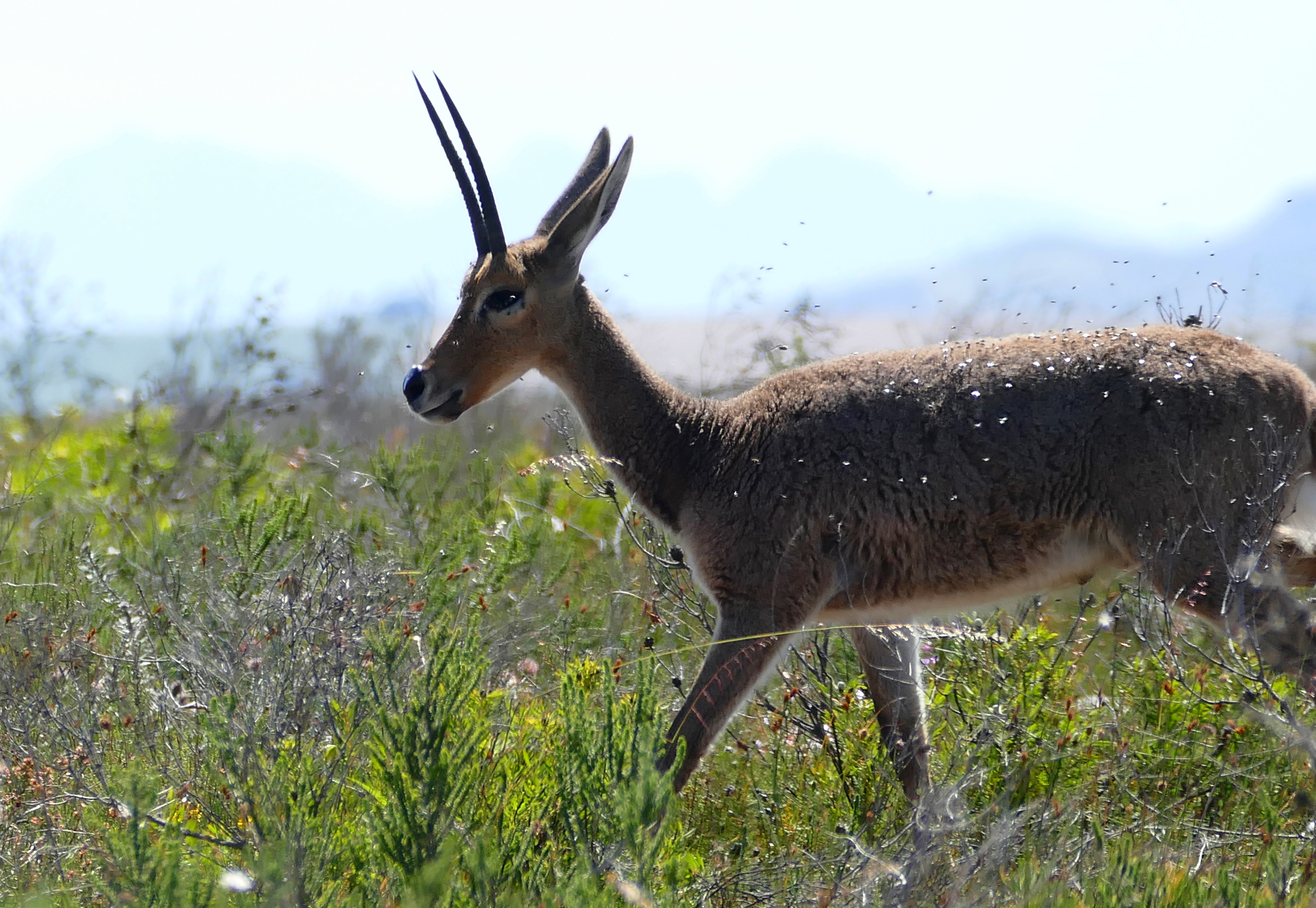
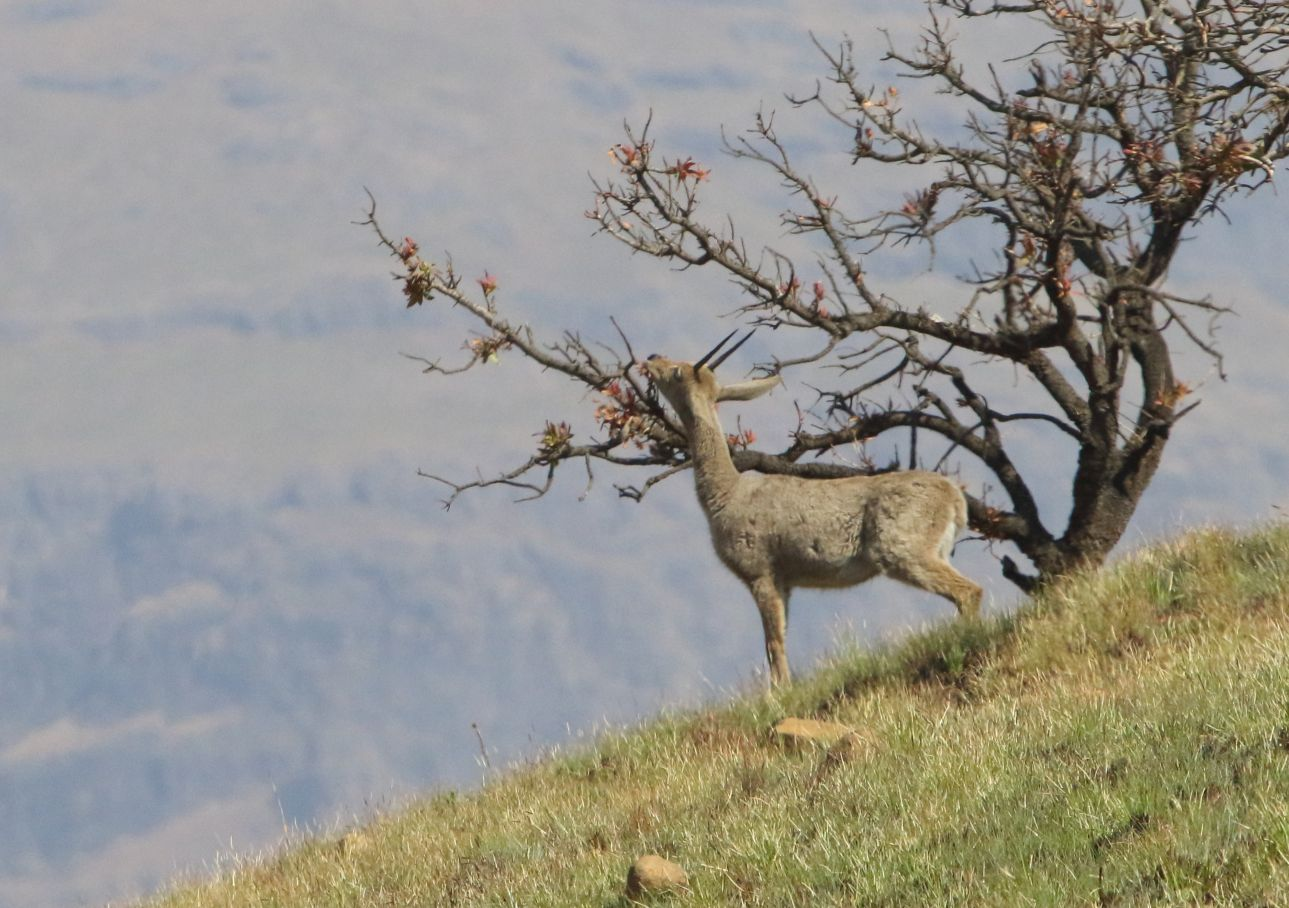
Az élőhelyén
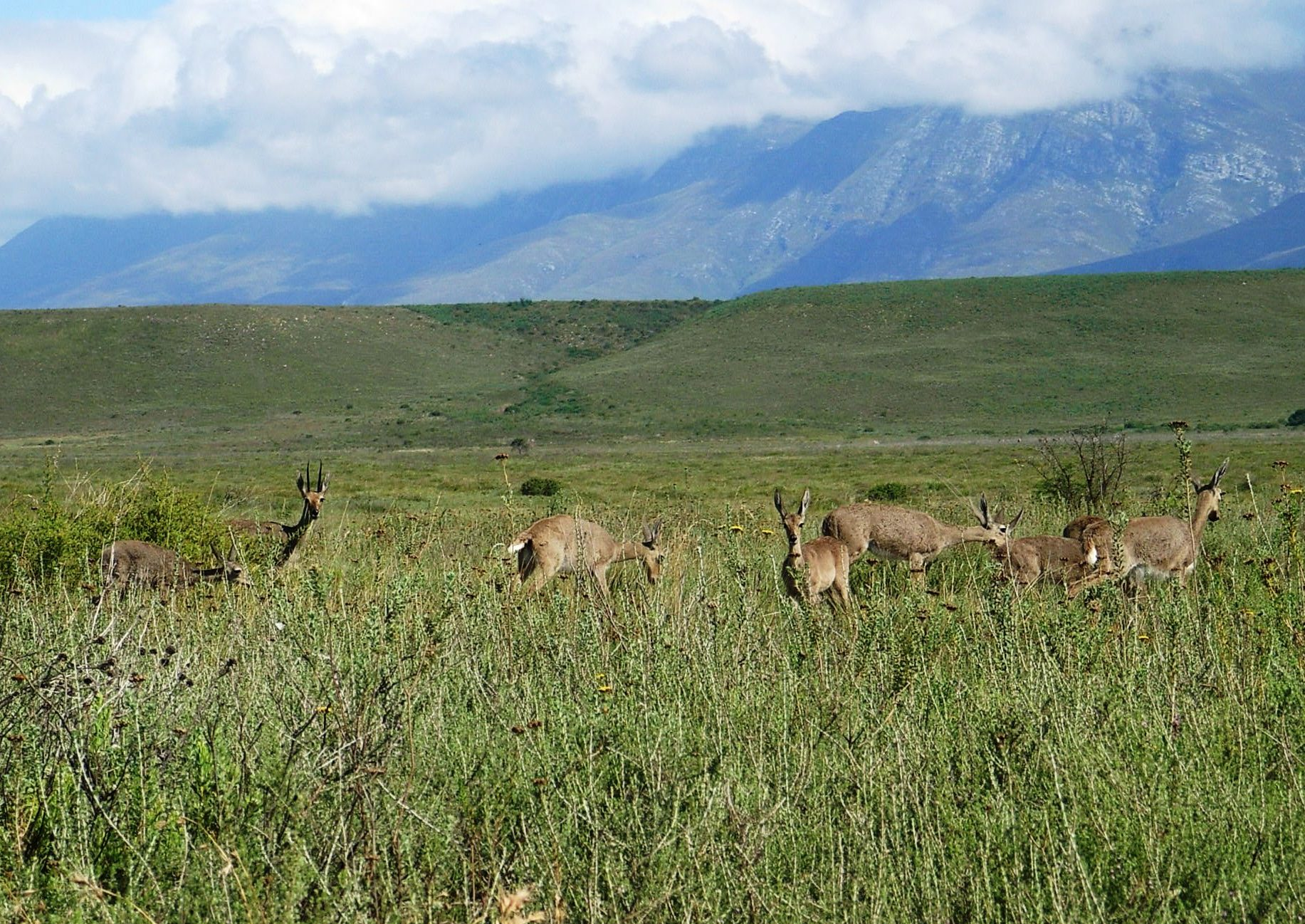
Csordában

### Fordítás
- Ez a szócikk részben vagy egészben  a   Grey rhebok című angol Wikipédia-szócikk ezen változatának fordításán alapul.  Az eredeti cikk szerkesztőit annak laptörténete sorolja fel. Ez a jelzés csupán a megfogalmazás eredetét és a szerzői jogokat jelzi, nem szolgál a cikkben szereplő információk forrásmegjelöléseként.